# JFN情報ネットワーク
JFN情報ネットワーク（ジェイエフエヌじょうほうネットワーク）とは、全国FM放送協議会（JFN）系列で使用されている、録音番組および付随する情報の交換用ネットワークである。ファイル配信（ファイルはいしん）と呼ばれる機能の他、キューシートの相互交換、全局編成情報の共有、VoIPを使用した同報連絡機能がある。

## ファイル配信
ADSL・光ファイバー等のIP回線とVPNを利用して、「BWF-Jフォーマットの音声ファイル」を配信する仕組みとなっている。JFN各局に専用の機器が導入されており、収録した番組を、編集・配信できるようになっている。配信された番組は専用の端末で編集操作ができるほか、自動番組制御装置からの制御で自動再生できる。
エフエム東京と番組制作を行なっているジャパンエフエムネットワーク（JFNC）のほか、JFN系列加入の任意の局から番組配信が可能である。